# My Homies
My Homies è il quinto album in studio del rapper statunitense Scarface, pubblicato nel 1998.

## Tracce

### Disco 1
1. Ma Homiez – 5:49
2. Hustler (interpretato da Hoodlumz & F.L.A.J.) – 3:56
3. Do What You Do (interpretato da Bushwick Bill, K.B. & B-Legit) – 3:08
4. Southside: Houston, Texas (featuring Devin the Dude & Tela) – 4:35
5. Don't Testify (featuring Facemob & Hoodlumz) – 3:51
6. Homies & Thuggs (The Remix) (featuring Master P, Doracell & 2Pac) – 5:39
7. The Geto (featuring Willie D, Ice Cube & K.B.) – 5:20
8. Fuck Faces (featuring Too Short, Tela & Devin the Dude) – 6:17
9. What's Goin' On (interpretato da A-G-2-A-Ke) – 4:28
10. 2 Real (interpretato da 3-2, UGK & F.L.A.J.) – 4:43
11. Rules 4 the Real Niggas (interpretato da Hoodlumz) – 3:56
12. Win Lose or Draw (featuring Johnny P., DMG & Lo-Ke) – 5:16
13. Overnight (interpretato da Do or Die, Rock Roc & Snypaz) – 4:09
14. Small Time (interpretato da Ghetto Twiinz & Tre-8) – 3:57
15. Krunch Time (interpretato da K.B.) – 3:59

### Disco 2
1. City Under Siege (interpretato da Facemob) – 3:25
2. Do What You Want (interpretato da Devin the Dude) – 4:27
3. Dog These Ho's (featuring E-Rock & C-Note) – 3:45
4. Boo Boo'n (interpretato da Devin the Dude) – 4:35
5. You Owe Me (featuring Facemob) – 3:16
6. In My Blood (interpretato da Big Mike, DMG & Yukmouth) – 5:00
7. Sleepin' In My Nikes (featuring Seagram) – 4:24
8. Greed – 4:15
9. Who Run This (featuring 007) – 4:46
10. Cocaine (interpretato da A-G-2-A-Ke) – 3:59
11. All Night Long (featuring F.L.A.J.) – 4:36
12. Use These Ho's (interpretato da Devin the Dude & K.B.) – 4:35
13. Menace Niggas Never Die (interpretato da Menace Clan & Caine) – 3:43
14. Homies & Thuggs (The Original) (featuring Master P & 2Pac) – 5:34
15. Warriors (interpretato da Rag Tag) – 7:10